# Helmut Kohl
Helmut Josef Michael Kohl, nemški politik in državnik, * 3. april 1930, Ludwigshafen, Weimarska republika (zdaj Nemčija), † 16. junij 2017, Ludwigshafen.
Leta 1982 je postal kancler Zvezne republike Nemčije in ostal na tem položaju po združitvi obeh Nemčij, do leta 1998.

## Otroštvo
Rojen je bil 3. aprila 1930 v bolnici v mestu Ludwigshafen. V mestnem okrožju Friesenheim je bila doma babica (po materini strani) in družina je podedovala hišo z vrtom. Hiša na Hohenzollernstrasse stoji še danes, na friesenheimškem pokopališču imajo družinski grob.
Helmut je bil tretji otrok Johanna Kasparja Kohla (1887-1975) in Cäcilie (1891-1979, rojene Schnur), odraščal je v družbi sestre Hildegard (1922-2003) in brata Walterja (1926-1944). Oče je bil finančni svetovalec ter zaposlen na tamkajšnjem davčnem uradu, mati pa ni bila zaposlena. Bili so konzervativna katoliška družina. Starša sta bila narodno zavedna, a oče ni pristopil v NS režim. Rada pa sta se udeleževala kulturnih prireditev. Čeprav so bili situirani, so živeli varčno, na dopust so hodili k sorodnikom na podeželje v Unterfranken, kjer so pomagali delati. Helmut je bil doma zadolžen za piščance, purane in zajce. Zajce je tudi sistematično gojil in z njimi hodil na razstave. Poznal je vsa sadna drevesa in razmišljal je, da bi postal kmet ali gozdar. V Ludwigshafen-Friesenheimu je začel leta 1936 obiskovati šolo (sprva 4-letno osnovno šolo - Volkschule »Ruprechtschule«, kasneje 4-letno Oberrealschule). Med 37 sošolci je bil najmanjši in najbolj suh prvošolček. Znal si je izboriti mesto v razredu, saj je bil odločen in učil se je brez težav.

## Vojni čas
Ko je bil star 9 let, se je začela vojna in mu vzela brezskrbno otroštvo. Vpisal se je v otroško organizacijo »Deutsche Jungvolk« – fantovska varianta NSDAP, kjer je že bil brat Walter (padel konec novembra 1944). Očeta so 1.9.1939 reaktivirali (bil oficir v prvi svetovni vojni) in moral je na Poljsko. Ko je prihajal na dopuste, je s kolegi skrivoma poslušal Radio London (otroci so morali takrat iz sobe). 11.5.1940 ponoči so Francozi prvič bombardirali Ludwigshafen, bomba je padla tudi na njihov vrt. Po vsakem bombardiranju so morali večji otroci pomagati pobirati ranjence in v mestu pospravljati. Helmuta in sošolce so oktobra 1944 odpeljali na varno v Erbach v Odenwald, kasneje so jih premestili v Berchtesgaden, kjer so že v Hitlerjugend uniformah vadili vojaške veščine in disciplino. V tem kraju so imeli Hitler in prominentno vodstvo države svoje domove in biroje. Zanesljivemu Helmutu so zaupali kurirske posle s pomembnimi dokumenti (v München in na Dunaj). 25.4.1945 je bil tudi Berchtesgaden bombardiran in v taboru je nastala panika. 1. maja (in 12 ur preden so prišli Američani), je Helmut s tremi sošolci odšel peš na dolgo pot domov, kamor je prispel v juniju. Vmes so jih Američani tudi ujeli, saj so bili kar v Hitlerjugend uniformah, a kazen je bila mila - dva tedna dela na kmetih.
V Ludwigshafnu, ki je bil pod francosko oblastjo, jih je pričakala katastrofa – ruševine, bolezni in lakota. Francozi, ki so mislili, da bodo tam ostali, so se grdo obnašali do domačinov. Mladi Helmut Kohl se je takrat odločil, da bo postal dejaven v politiki. Že leta 1946 je postal član CDU (vpisna številka 00246).

## Študij in poklic
Sprva je odšel na kmete - v Düllstadtu pri Münstru je dobil delo pri Suddeutschen Zucker AG. Ko je videl, kako se s kmeti in imetjem grdo ravna (sovjetski vzorec), se je odločil, da bo nadaljeval izobraževanje. Vrnil se je domov in se vpisal v naravoslovno gimnazijo. Pri učenju se je zelo angažiral. Po naravi je bil trmast, a tudi odprt ter sproščen - in vedno je povedal, kar je mislil. Poslušali so ga tako sošolci kot učitelji in prav on je urejal vse probleme in diskusije med njimi.
Doma se je stanje uredilo. Njihova hiša je ostala nepoškodovana, oče je ponovno dobil službo ter visoko funkcijo na davčnem uradu. 8.6.1950 je Helmut maturiral in v jeseni začel univerzitetni študij v Frankfurtu na Wolfgang-Goethe-Universität – vpisal je nacionalno ekonomijo, pravo in psihologijo. Ob šestih zjutraj je že moral na vlak in ob enajstih zvečer je prihajal domov. Zato je naslednje leto presedlal  v bližnji Heidelberg, na Ruprecht-Karls-Universität. Osredotočil se je na zgodovino, državno pravo, politično znanost in javno pravo. Imel je pomanjkljivo znanje iz latinskega jezika, zato je vzel dodatne ure le-tega. Leta 1956 je študij dokončal. Začel je delati kot znanstveni raziskovalec na Alfred-Weber-Institutu heidelberške univerze in leta 1958 že doktoriral (Dr.phil.).
V domačem mestu se je zaposlil v združenju kemične industrije. Njegova strast pa je bila politika in stranka CDU, znotraj katere se je visoko povzpel ter jo 25 let tudi vodil. Znano je bilo, da je imel "trdo kožo", znal je dobro oceniti položaj, spretno taktizirati ter odločno ukrepati. Njegov vzornik je bil Kurt Schumacher (znan kot Hitler št.2) z vizijo enotne Nemčije.

## Politična kariera
Kot nemški kancler je igral ključno vlogo pri padcu berlinskega zidu in združitvi Nemčij. Na položaju kanclerja je bil 16 let - od 1982 in 1990 kot kancler Zahodne Nemčije ter po tistem še do 1998 kancler združene Nemčije. Po trajanju mandata ga tako presega le Otto von Bismarck. Poleg tega je bil s takratnim francoskim predsednikom Francoisom Mitterandom tudi arhitekt Maastrichtske pogodbe, ki je bila podlaga za oblikovanje Evropske unije.
Pomemben je tudi za Slovence, saj je bil eden od najzaslužnejših da sta Nemčija in Evropska skupnost kmalu po razglasitvi samostojnosti priznali Slovenijo, za kar je prejel red za izredne zasluge Republike Slovenije. Za njegovo vlogo pri integraciji Evrope so ga ob koncu mandata voditelji evropskih držav razglasili za častnega državljana Evrope. Pred njim je to priznanje prejel le Jean Monnet.

## Zasebno življenje
Leta 1960 se je Helmut Kohl poročil z Hannelore Renner (1933–2001), ki jo je spoznal že leta 1948. Hannelore je po maturi študirala tuje jezike, vendar je študij leta 1952 zaradi finančnih razlogov prekinila in se zaposlila. Od leta 1952 do 1960 je delala pri BASF kot prevajalka za francoščino in angleščino. V zakonu sta se jima rodila sinova Walter (*1963) in Peter (*1965). Hannelore, prva dama Nemčije je bila med Nemci priljubljena. Družina je vse poletne počitnice (od l. 1970 naprej) preživljala v vili ob jezeru v avstrijskem St. Gilgen am Wolfgangsee. Po večletni bolezni (alergija na svetlobo) si je Hannelore 5. julija 2001 vzela življenje.
Helmut Kohl se je 8. maja 2008 poročil z ekonomistko Maike Richter (*1964), v zvezi sta bila že od leta 2005. Od 1994 do 1998 je Maike delala na gospodarskem oddelku Kohlovega kabineta, še iz šolskih dni je članica CDU. Poroka je bila v kapeli heidelberške bolnišnice, kjer je Kohl okreval po nesrečnem padcu na domačih kletnih stopnicah (februar 2008). Ob padcu si je hudo poškodoval hrbtenico in odtlej bil v invalidskem vozičku. Živela sta umaknjeno od javnosti med Ludwigshafnom – mestno okrožje Oggersheim in Berlinom.